# Sweet Child o' Mine
«Sweet Child o' Mine» (в пер. с англ. Моя мила дівчинка) — третій сингл американського рок-гурту Guns N' Roses, що вийшов у 1987 році у дебютному альбомі Appetite for Destruction. Після виходу 17 серпня 1988 року пісня очолила чарт Billboard Hot 100. Після перевидання у 1988 році сингл досяг шостого місця у UK Singles Chart. Гітарне соло у виконанні Слеша зайняло 37-е місце у списку «100 найвидатніших гітарних соло» за версією журналу Guitar World.

## Склад виконавців
- Ексл Роуз — вокал
- Слеш — соло-гітара
- Іззі Стредлін — ритм-гітара, бек-вокал
- Дафф Маккеган — бас-гітара
- Стівен Адлер — ударні